# マイク・ジェームズ (1975年生のバスケットボール選手)
マイケル・ラモント・ジェームズ（Michael Lamont James、1975年6月23日 - ）は、アメリカ合衆国のバスケットボール選手。ニューヨーク州アミティヴィル出身。身長188cm、体重85kg。ポジションはポイントガード。

## 経歴
デュケイン大学卒業後NBA入りを目指すが、ドラフトで指名を受けず、3年間ヨーロッパリーグでプレーする。01-02シーズンにマイアミ・ヒートと契約するが、15試合に出場しただけで放出される。
翌02-03シーズン途中に再びヒートと契約。78試合に出場し1試合平均7.8得点、3.2アシストの成績を残し、評価を高め、シーズン終了後にボストン・セルティックスと契約を交わす。
セルティックスでは出場して試合全てに先発出場を果たし、シーズン途中の3角トレードデトロイト・ピストンズに移籍する。ピストンズでは控えに回るが、チャンシー・ビラップスや、リチャード・ハミルトンらのバックアップに徹し、チームの優勝に大きく貢献した。
04-05シーズンはミルウォーキー・バックスに移籍。マイケル・レッド、モーリス・ウィリアムズらと共にプレーするが、シーズン途中にトレイシー・マグレディ擁するヒューストン・ロケッツに移籍する。
シーズン終了後、レイファー・アルストンとのトレードで現所属のラプターズに移籍。ラプターズでの05-06シーズンは、クリス・ボッシュに次ぐ得点源として活躍。ほとんどの部門でキャリアハイの数字を残し、周囲を驚かせ、評価を上昇させた。
2006年オフにはトロント・ラプターズでのわずか1年の在籍の後、ミネソタ・ティンバーウルブズに移籍。2007年6月にはまたしてもトレードでロケッツへ移籍した。この通り、ジャーニーマンとしてのキャリアを送った。